# Аруба на Светском првенству у атлетици у дворани 2016.
Аруба је учествовала на 16. Светском првенству у атлетици у дворани 2016. одржаном у Портланду од 17. до 20. марта десети пут. Репрезентацију Арубе представљао је један атлетичар, који се такмичио у скоку удаљ.,
На овом првенству такмичар Аруба није освојио ниједну медаљу али је оборио национални и лични рекорд.

## Учесници
Мушкарци:
- Квинси Брил — Скок удаљ

## Резултати

### Мушкарци
| Атлетичар   | Дисциплина | Лични рекорд | Финале   | Финале  | Детаљи       |                                             |
| Атлетичар   | Дисциплина | Лични рекорд | Резултат | Место   | Детаљи       |                                             |
| ----------- | ---------- | ------------ | -------- | ------- | ------------ | ------------------------------------------- |
| Квинси Брил | Скок удаљ  | 7.72 о       |          | 7,25 НР | 13 / 13 (14) | Архивирано на веб-сајту (28. децембар 2016) |